# Josep Maria Parra
Josep Maria Parra Ballester (Alzira, Ribera Alta, 3 de maig de 1888 - ibídem, 16 de juny de 1978) va ser un sacerdot, cronista oficial i arxiver municipal alzireny.

## Vida Personal[1]
El Pare Parra va nàixer a Alzira el 3 de maig de 1888, festa de la Santa Creu, enmig d’una epidèmia de còlera que assolà la ciutat, i durant la qual es provà amb èxit la vacuna anticolèrica descoberta pel doctor Jaume Ferran i Clua. Als onze anys, es va traslladar a València per estudiar al seminari Metropolità de la capital on va ingressar el 1899, sent nomenat sacerdot al 1912. El seu primer destí fou Benissivà, a la Vall de Gallinera, a l'arxiprestat de Pego, a la Marina Alta. Al 1917 fou nomenat rector de la parròquia de Sant Joan i capellà del convent de Santa Llúcia i de l'ermita de l'Alquerieta d'Alzira, que no seria parròquia fins al 1954.
La seua vida entorn a l'estudi marca un llarg i sentit aspecte cultural. La seua dedicació a l'estudi de la cultura local afavorí el seu nomenament com a bibliotecari de la Biblioteca Municipal (depenent de l’Institut laboral Rei En Jaume a partir del 1963), i arxiver a l'Arxiu Municipal d'Alzira, un dels més rics del País Valencià, situat a l'última planta de l'edifici consistorial on, des del 1939, posà a punt tota la documentació històrica.
Mossén Parra va classificar els quasi 3.000 documents de l’arxiu, entre els que quals destaquen més 500 pergamins, al voltant de 400 cèdules i Cartes Reials des del segle xiii o manuscrits d'excepcional valor com l'Aureum Opus.
El seu nebot fou Ricard Fluixà Gómez, mort al 2012, qui era fill de Ricard Fluixà Parra. Ambdós, pare i fill, directors de l'Acadèmia Municipal de Dibuix durant molts anys. A principis dels anys 1940, per a la festa de la conquesta d'Alzira, que era, llavors, una festa restringida en què només participaven els veïns, l'Ajuntament, els funcionaris de l'Ajuntament i les autoritats locals, es reunien a l'Ajuntament a les 12 del migdia a la sala de sessions. El Pare
Parra, llavors funcionari i arxiver, hi oficiava la missa en llatí, en què també col·laborava el funcionari i professor de l'Acadèmia Xúquer d'Alzira, Justo Navarro Parra, a l'altar de Sant Silvestre, per a commemorar l'efemèride.
El divendres 16 de juny de 1978 moria al seu domicili de l'Avinguda dels Sants Patrons d'Alzira als 90 anys. Després de la seua mort i, segons la seua última voluntat, va ser traslladat pel camí més curt al Cementeri d'Alzira. El dissabte 17 de juny a les 9 del matí, el seu taüt va ser acompanyat pel seu nebot Ricard Fluixà, les seues nebodes Elisa Boquera i María Ignacia Oroz Parra i la mestressa de claus, Amparo Castelló, tot seguint les últimes voluntats de Mossén Parra, qui no volia passacarrers. El seu cos fou dipositat en la capella del Cementeri d'Alzira fins a les 17 hores del mateix dia, en què es va celebrar una missa resada per l'arxiprest Francisco Albiol Bañón, a qui acompanyaren en l'eucaristia el bisbe de Ciudad Real, el puçolenc Monsenyor Juan Hervás i Benet, i els sacerdots de les distintes parròquies d'Alzira. No va haver-hi cap representació institucional al seu soterrament degut a la seua humilitat.

## Obres publicades[3]
Com a arxiver, l’any 1961 publicà el primer volum del Catálogo del Archivo Municipal de la ciudad de Alcira, el segon volum del qual es publicaria l'any 1971.
L’any 1964 publicaria Alzira. Origen, Patria y Lonja de la naranja y su comercio, 1517.
L’any 1967 Parra edità la col·lecció diplomàtica, amb transcripció, traducció i facsímils Los Pergaminos de la Cancillería Real del Archivo Municipal de la ciudad de Alcira, fotograbados en su tamaño natural, con su transcripción y traducción y con anotaciones. En aquesta obra, Parra tradueix meticulosament una selecció de 55 pergamins i els comenta oferint una visió històrica de l’Alzira medieval. L’Ajuntament en publicà una segona edició el 1984, amb pròleg d’Aurelià Lairón.
L'any 1972 es va publicar l’última obra de Parra, Lo Compromís de Casp i la Vila d'Algezira. Els problemes deguts a la seua avançada edat, ja que tenia quasi noranta anys, van interrompre el seu treball quan es dedicava a l'estudi del Rei Jaume I el Conqueridor, per a homenatjar el seu centenari.
A més de les obres específiques relacionades amb el seu treball a l'arxiu municipal, Parra també col·laborava en revistes locals amb temes relacionats amb la història d'Alzira.

## Reconeixement
El 1963 l’Ajuntament d’Alzira demanà, al Ministeri d'Educació, a petició del llavors regidor i professor a l’Acadèmia Xúquer i, posteriorment, alcalde de la ciutat, José Pellicer Magraner, la construcció d'un nou institut on es poguera cursar el batxillerat.
El 8 d’octubre de 1967 començaren les classes a l'institut, encara sense nom, que tenia tres seccions més, a Carcaixent, a Tavernes de la Valldigna, i a Carlet, i dos centres associats més, La Puríssima, a Alzira, i un altre centre a Alberic. El primer director en fou l'aleshores jove catedràtic de Llengua i literatura espanyoles, Víctor García de la Concha, posteriorment director de la Reial Acadèmia Espanyola i de l'Institut Cervantes.
L'any 1967, l'Ajuntament d'Alzira li atorgà el nom de Lluís Sunyer a una de les avingudes més importants de la ciutat, i l'any següent, l'Ajuntament, en sessió extraordinària, el 18 d'abril de 1968, va decidir el nom del nou centre educatiu. A proposta de la comissió de cultura i a la vista dels mèrits com a historiador i arxiver de la ciutat, l'institut es va anomenar Josep Maria Parra, el nom de l'home que sentia l'institut com a part de la seua parròquia, i amb qui el primer director, Víctor García de la Concha, solia intercanviar conversacions sobre fra Luis de León i sant Joan de la Creu. El 16 de desembre aprovà el nom el Ministeri d'Educació.
Malgrat tot, el centre va ser inaugurat el 10 de desembre de 1968 com a Institut Nacional d’Ensenyament Mitjà (INEM) Josep Maria Parra. L'institut va ser projectat com a institut mixt per a 1.200 alumnes. El 10 de desembre de 1968, va ser oficialment inaugurat. A l'acte van assistir-hi el Director General d'Ensenyaments Mitjans, Agustín de Asís y Díaz Garrotem el doctor Miguel Rodríguez de Arellano; les autoritats locals de l'època Agustín Oliver, Manuel Oro, Mossén Enric Pelufo i Esteve, Alberto Rubio, Francisco Montagud Copoví, propietari del Molí de Montagut, Germán Palop Gimeno, l’alcalde José Pellicer i el director de l'institut, Pedro López Llorens. A més, el vicari episcopal Vicente Torregrossa, acompanyat per l'arxipreste de Sant Bernat, Francisco Albiol Bañón, van beneir les instal·lacions. També va assistir-hi l'aleshores director de l'institut Rei En Jaume d'Alzira, José Luis Espinosa Iborra.
La sala d'actes del centre ha estat sempre a la disposició de totes les institucions amb dificultats per a dur a terme els seus actes en no estar disponible el Gran Teatre d'Alzira. També han estat a la sala d'actes personalitats de l'àmbit polític, com el que fou vicepresident del Govern d'Espanya, Alfonso Guerra, que va realitzar una conferència sobre Antonio Machado, el científic Santiago Grisolía, o l'últim brigadista internacional, Josep Almudéver Mateu, entre d'altres.